# Musée de la Romanité

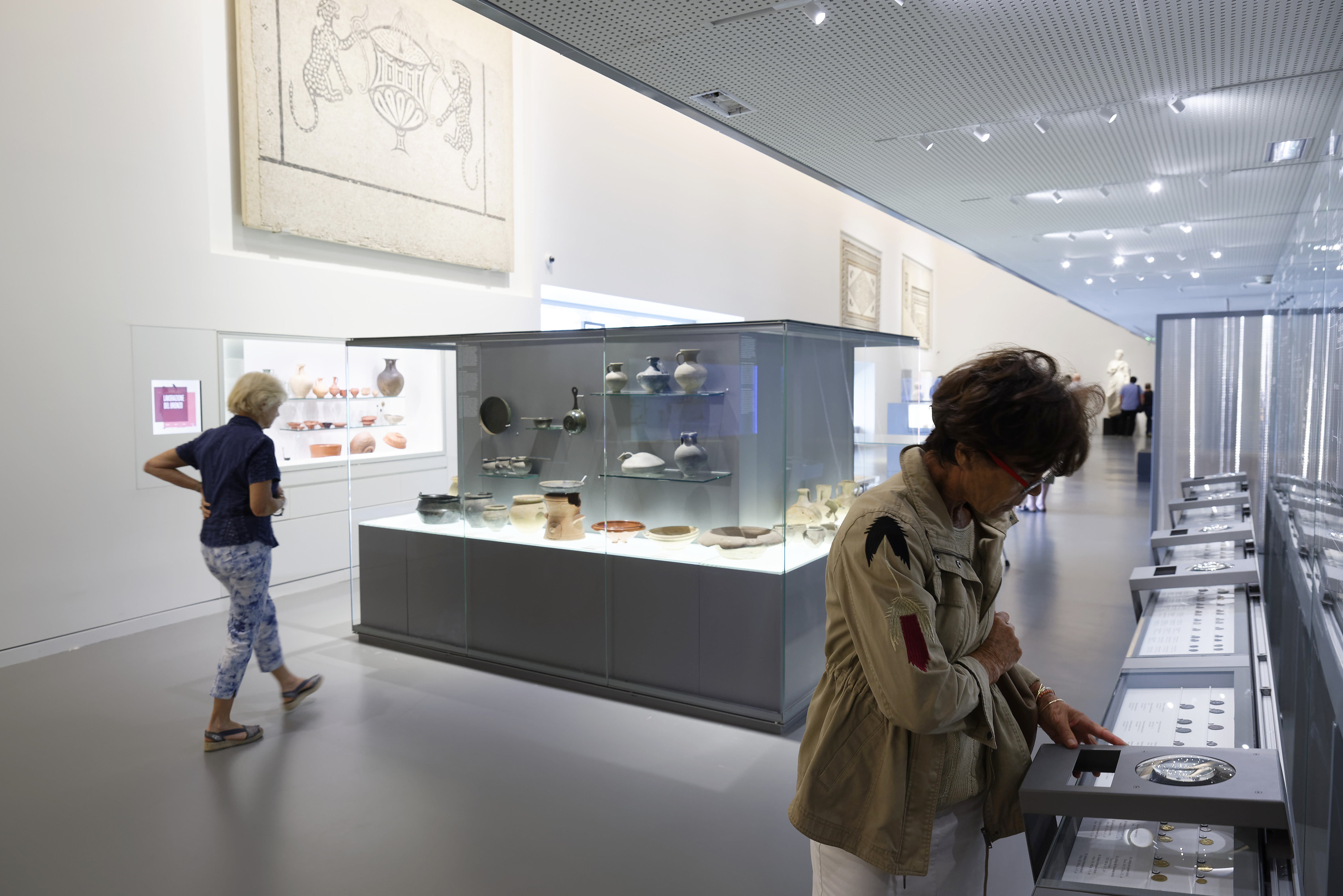

Het Musée de la Romanité is een museum in het Franse Nîmes. Het museum ligt vlak bij de Arena van Nîmes en werd geopend in 2018. Het belicht de pre-Romeinse, Romeinse en middeleeuwse periode. In het museum bevindt zich onder andere de Pentheusmozaïek. Het gebouw werd ontworpen door Elizabeth de Portzamparc.